# Bandarlahalli, Bangarapet
Bandarlahalli là một làng thuộc tehsil Bangarapet, huyện Kolar, bang Karnataka, Ấn Độ.